# Кольбер, Клодетт
Клоде́тт Кольбе́р (англ. Claudette Colbert, настоящее имя Эмили Клодетт Шошуан; 13 сентября 1903 — 30 июля 1996) — американская актриса театра и кино французского происхождения.
Колберт начала свою карьеру в постановках Бродвейского театра в конце 1920-х годов и перешла в кино с появлением звуковых фильмов. Изначально связанная с Paramount Pictures, она постепенно перешла на работу в качестве актрисы-фрилансера. Она выиграла Премию «Оскар» за лучшую женскую роль в фильме «Это случилось однажды ночью» (1934) и получила две другие номинации на премию «Оскар». Другие известные фильмы включают «Клеопатра» (1934) и «Приключения в Палм-Бич» (1942).
Имея круглое лицо, большие глаза, обаятельные, аристократические манеры и чутьё для лёгкой комедии, а также эмоциональной драмы, Кольбер была известна своей универсальностью, которая привела к тому, что она стала одной из самых высокооплачиваемых звёзд индустрии 1930-х и 1940-х годов, а в 1938 и 1942 годах — самой высокооплачиваемой актрисой.
За свою карьеру Кольбер снялась более чем в 60 фильмах. Среди её частых партнёров были Фред Макмюррей в семи фильмах (1935—1949) и Фредрик Марч в четырёх фильмах (1930-33).
К началу 1950-х годов Кольбер в основном ушла с экрана в пользу телевидения и сценической работы, и в 1959 году она получила номинацию на премию «Тони» за пьесу «Продолжающийся брак». В начале 1960-х карьера пошла на убыль, но в конце 1970-х Кольбер пережила возрождение карьеры в театре, заработав Премию Сары Сиддонс за свою театральную работу в Чикаго в 1980 году. За свою работу на телевидении в проекте «Две миссис Гренвилль» (1987) она получила премию «Золотой глобус» и получила номинацию на премию «Эмми».
В 1999 году Американский институт кино поставил Кольбер на 12-е место среди женщин-звёзд классического голливудского кино.

## Ранние годы
Эмили Клодетт Шошуан (фр. Émilie Claudette Chauchoin) родилась 13 сентября 1903 года во Франции, во французском городке Сен-Манде, регион Иль-де-Франс. Отец её — банкир Жорж Клода (1867—1925), мать была кондитер, Жанна Лоу Шошуан (1877—1970). Хотя её окрестили «Эмили», её называли «Лили» в честь джерсийской актрисы Лилли Лэнгтри и потому что в семье жила незамужняя тетя с таким же именем, приемный ребёнок её бабушки по материнской линии, Эмили Лоу (1878—1954). Жанна, Эмили Лоу и бабушка Кольбер, Мария Августин Лоу (1842—1930), родились на Нормандских островах между Англией и Францией, поэтому уже свободно говорили по-английски ещё до приезда в США, а в семейном кругу говорили и на французском, и на английском.

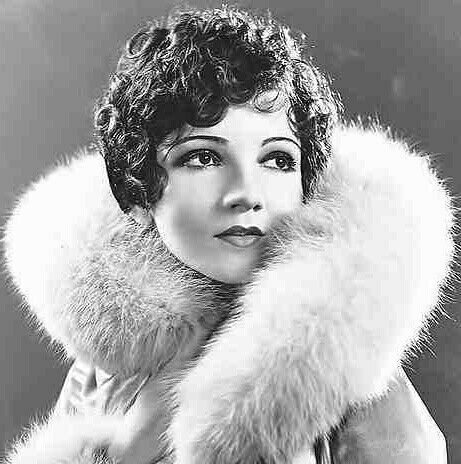
В школьные годы, 1920 год

Брат Кольбер, Шарль Огюст Шошуан (1898—1971), родился в Бейливике. Жанна занималась разными профессиями. Хотя Жорж Шошуан потерял зрение на правый глаз и не нашёл профессии, он работал инвестиционным банкиром, терпя неудачи в бизнесе. Мари Лоу уже была в США, а шурин Джорджа (фамилия Ведель) уже жил в Нью-Йорке. Мари была готова помочь Джорджу финансово, но также поощряла его попытать счастья в США.
Чтобы найти больше возможностей для трудоустройства, Кольбе и её семья, включая Мари и Эмили Лоу, эмигрировали на Манхэттен в 1906 году.
Они жили в жилом доме на пятом этаже на 53-й улице. Кольбер заявила, что подъём по этой лестнице на пятый этаж каждый день до 1922 года делал её ноги красивыми. Её родители официально изменили её официальное имя на Лили Клодетт Шошуан. Жорж Шошуан работал мелким чиновником в First National City Bank. Прежде чем Кольбер поступила в государственную школу, она быстро выучила английский у своей бабушки Мари Лоу и продолжала свободно говорить по-французски. Она надеялась стать художником с тех пор, как взяла в руки свой первый карандаш. Её семья натурализовалась в США в 1912 году, мать хотела стать оперной певицей.
Кольбер училась в Вашингтонской средней школе Ирвинга (известной своей сильной программой по искусству), где её учитель речи Элис Россеттер призвала её пройти прослушивание для пьесы, написанной Россеттером. В 1919 году Кольбер дебютировала на сцене в Плейхаус Провинстауне в спектакле «Покров вдовы» в возрасте 15 лет. Однако интерес Кольбер по-прежнему склонялся к живописи, дизайну одежды и рекламе. Намереваясь стать модельером, она посещала Лигу студентов-художников Нью-Йорка и оплачивала своё художественное образование, работая сотрудницей магазина одежды. После посещения вечеринки с писательницей Энн Моррисон Кольбер предложили эпизодическую роль в пьесе Моррисон. Она появилась на бродвейской сцене в небольшой роли в «Диких Уэсткоттс» (1923). Актриса использовала имя Клодетт вместо своего имени Лили со средней школы, а в качестве своего сценического псевдонима она добавила девичью фамилию своей бабушки по материнской линии, Кольбер. Её отец Жорж умер в 1925 году, а бабушка Мари Лоу умерла в Нью-Йорке в 1930 году.

## Карьера

### Ранние театральные роли, 1924—1927
В 1924 году продюсер Эл Вудс обнаружил, что Кольбер свободно говорит и с американским, и с британским акцентом. Первоначально она сыграла роль в пьесе Фредерика Лонсдейла «Fake», но была заменена Фридой Инескорт перед открытием. После подписания пятилетнего контракта с Вудсом Кольбер играла роли инженю на Бродвее с 1925 по 1929 год. В течение этого периода ей не нравилось быть француженкой. Позже Кольбер говорила: «В самом начале они хотели дать мне французские роли… Вот почему я обычно произносила свою фамилию Колберт, как пишется, а не Кольбер. Я не хотела, чтобы меня помнили как „ту“ француженку». Она получила признание критиков на Бродвее по постановке «Баркер» (1927), где исполнила роль карнавальной заклинательницы змей. Кольбер была замечена театральным продюсером Лиландом Хейвордом, который предложил ей роль героини в немом фильме «Ради любви Майка» (1927), который, как сейчас считается, был утерян. Фильм имел не очень хорошие кассовые сборы.

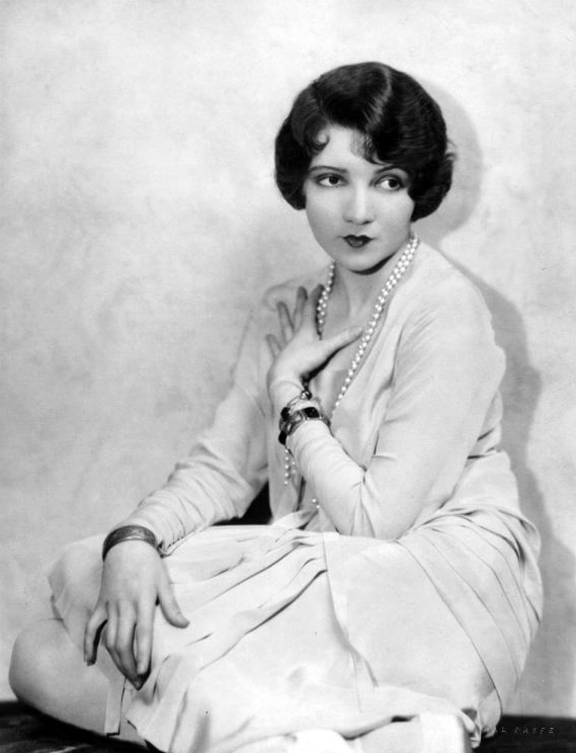
Кольбер в бродвейской постановке «Гринга», 1928 год.

### Кинозвезда, 1928—1934
В 1928 году Кольбер подписала контракт с Paramount Pictures; был спрос на сценических актёров, которые могли вести диалог в новой среде «звукового кино». Элегантность и музыкальный голос Кольбер были одними из её главных достоинств. В фильме «Дыра в стене» (1929) зрители заметили её красоту, но сначала ей не нравилась игра в кино. Её самые ранние фильмы снимались в Нью-Йорке. Во время производства фильма «Леди лжёт» (также 1929) она каждую ночь появлялась в спектакле «Увидеть Неаполь и умереть». «Леди лжёт» также имела кассовый успех. В 1930 году она снялась вместе с Морисом Шевалье в фильме «Большой пруд», снятом на английском и французском языках. Она снялась вместе с Фредериком Марчем в фильме «Убийство» (1930), получив признание критиков за её исполнение роли женщины, обвиненной в непредумышленном убийстве. Она снова была в паре с Марчем в фильме «Любовь и честь» (1931), а также снялась в фильме «Таинственный мистер Паркес» (1931), который был французской версией «Немного Скарлетт» для европейского рынка, хотя он также был показан в США. Она пела и играла на пианино в мюзикле Эрнста Любича «Улыбающийся лейтенант» (1931), который был номинирован на Премию «Оскар» за лучший фильм. Согласно Дэвиду Шипману, способность Кольбер «держать своего мужчину» (снова Морис Шевалье) превзошла «Королеву» Мириам Хопкинс. Кольбер завершила год появлением в довольно успешном фильме «Его женщина» с Гэри Купером.
Карьера Колбер получила новый импульс, когда Сесил Демилль представил её на роль «роковой женщины» Поппеи в исторической эпопее «Знак креста» (1932) с Фредериком Марчем и Чарльзом Лоутоном. В одной из самых запоминающихся сцен её кинокарьеры она купается обнажённой в мраморном бассейне, наполненном ослиным молоком. Этот фильм стал одним из её самых кассовых хитов.
В 1933 году Кольбер пересмотрела свой контракт с Paramount, чтобы позволить ей сниматься в фильмах для других студий. Её музыкальный голос контральто, который упоминается в сносках, потому что его тренировал Бинг Кросби, также был продемонстрирован в фильме «Сентиментальная певица» (1933), в котором снимались Рикардо Кортес и Дэвид Маннерс.
В опросе 1934 года она уже занимала 13 место в прокате прошлого года. К 1935 году она появилась в 28 фильмах, в среднем около четырёх фильмов в год. Многие из её ранних фильмов имели коммерческий успех, её выступления вызывали восхищение. Её главные роли были простыми и разнообразными, что свидетельствовало о её разносторонности.
Изначально Кольбер не хотела сниматься в эксцентричной комедии «Это случилось однажды ночью» (1934). Студия приняла требование Кольбер о выплате ей 50 000 долларов и о том, что съемки должны были быть завершены в течение четырёх недель, чтобы позволить ей взять запланированный отпуск. Кольбер выиграла премию «Оскар» за лучшую женскую роль за фильм.

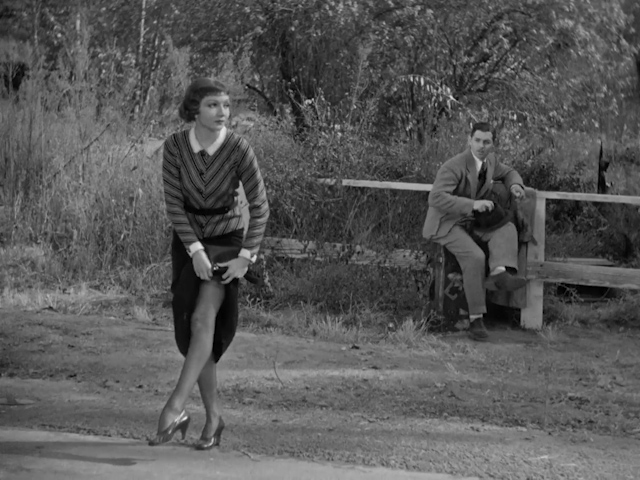
С Кларком Гейблом в фильме «Это случилось однажды ночью» (1934).

В «Клеопатре» (1934) она сыграла главную роль с Уорреном Уильямом и Генри Вилкоксоном. Фильм был самой кассовой картиной того года в Соединённых Штатах. После этого Кольбер не хотела, чтобы её изображали чрезмерно сексуальной, и позже отказалась от таких ролей. «Имитация жизни» (1934), когда она была предоставлена в аренду на Universal, была ещё одним кассовым успехом. Эти три фильма были номинированы на премию «Оскар» за лучший фильм в следующем году. Кольбер — единственная на сегодняшний день актриса, сыгравшая в трёх фильмах, которые в том же году были номинированы на премию «Оскар» за лучший фильм.

### Карьера после Оскара, 1935—1944
Растущий авторитет Кольбер снова позволил ей пересмотреть контракт, что повысило её зарплату. В 1935 и 1936 годах она заняла шестое и восьмое место в ежегодном «Опросе десяти самых прибыльных звезд». Затем она получила номинацию на премию Оскар за роль в больничной драме «Частные миры» (1935).
В 1936 году Кольбер подписала новый контракт с Paramount Pictures, который сделал её самой высокооплачиваемой актрисой Голливуда. За этим последовало продление контракта в 1938 году, после чего она стала самой высокооплачиваемой звездой Голливуда с зарплатой в 426 924 долларов. На пике своей популярности в конце 1930-х годов Кольбер зарабатывала 150 000 долларов за фильм. В 1937 и 1938 годах она была 14-й и 6-й женщиной в США с наибольшим доходом.
Кольбер провела остаток 1930-х, ловко чередуя романтические комедии и драмы, и снималась в обоих жанрах: «Она вышла замуж за босса» (1935) с Мелвином Дугласом; «Позолоченная лилия» (1935) и «Невеста возвращается домой» (1935), оба с Фредом Макмюрреем; «Под двумя флагами» (1936) с Рональдом Колманом; «Заза» (1939) с Гербертом Маршаллом; «Полночь» (1939) с Доном Амичи; «Этот замечательный мир» (1939) с Джеймсом Стюартом.

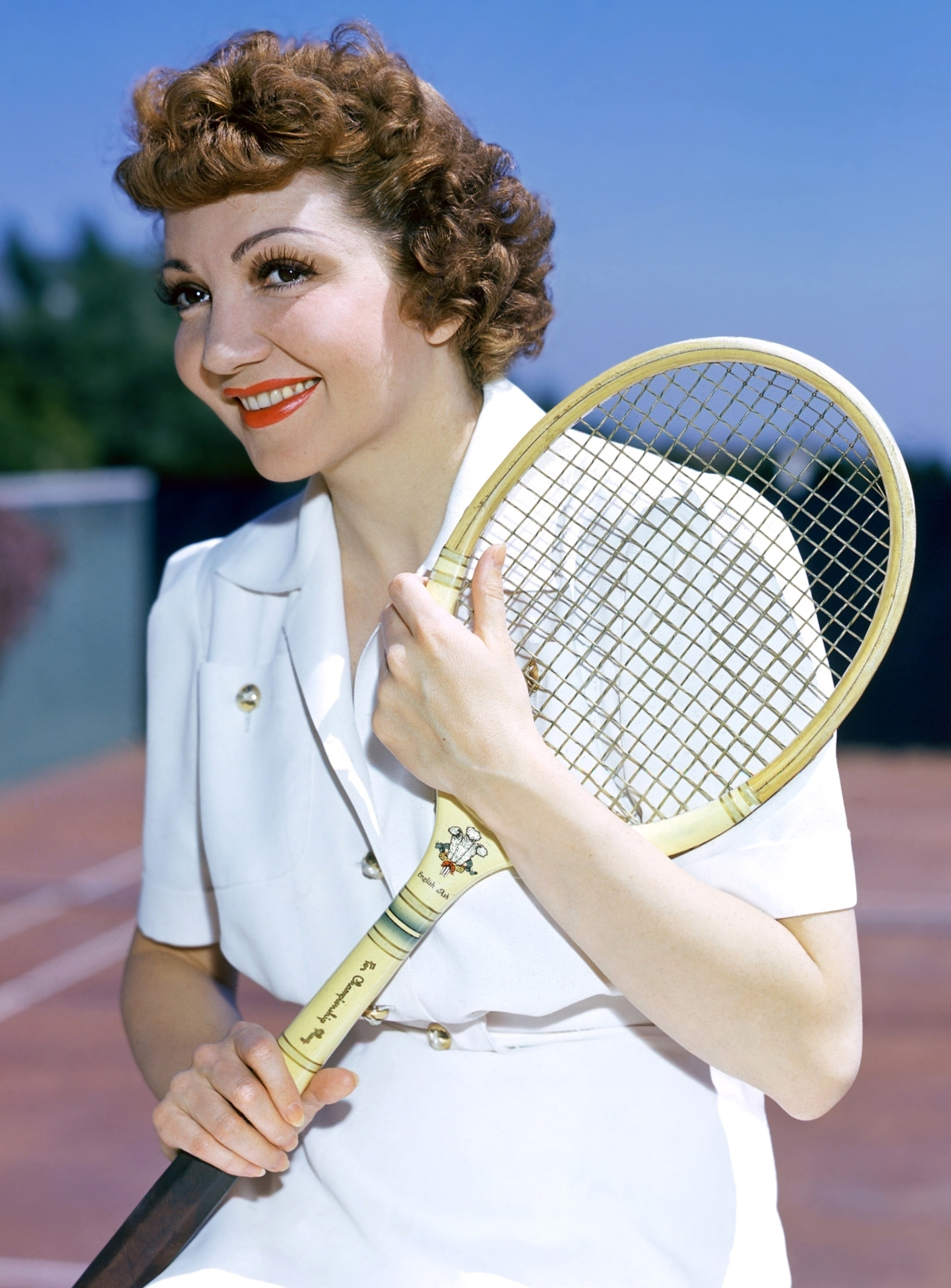
Кольбер играет в теннис, начало 1940-х годов.

Рост Кольбер был 165 см. Хедда Хоппер писала, что Кольбер поставила свою карьеру «превыше всего, за исключением, возможно, своего брака», с сильным чувством того, что для неё лучше всего, и «глубоко укоренившимся желанием быть в форме, эффективной и под контролем». Писатель Эндрю Скотт Берг отметил, что Кольбер «своими шикарными манерами помогла определить женственность для своего поколения». Кольбер однажды сказала: «Я знаю, что для меня лучше всего, ведь я в бизнесе Клодетт Кольбер дольше всех».
Кольбер была приверженцем совершенства в том, как она появлялась на экране. Она считала, что её лицо трудно осветить и сфотографировать, и была одержима тем, чтобы не показывать перед камерой правую часть лица из-за небольшой шишки, возникшей в результате сломанного в детстве носа. Она часто отказывалась сниматься с правой стороны лица, и это иногда требовало изменения декораций. Во время съемок фильма «Товарищ» (1937) один из её любимых операторов был уволен режиссёром Анатолем Литваком. После того, как Кольбер увидела съемку выходов, снятых заменой, она отказалась продолжать. Она настояла на том, чтобы нанять собственного оператора, и предложила отказаться от зарплаты, если в результате фильм выйдет за рамки бюджета. Гэри Купер был напуган перспективой работы с Кольбер в его первой комедии «Восьмая жена Синей Бороды» (1938). Купер уважал Кольбер как знатока своего жанра. Она узнала об освещении и кинематографии и отказалась начинать съемку, пока не убедилась, что будет показана с максимальной выгодой. «Барабаны долины Мохок» (1939) с Генри Фондой был первым цветным фильмом Кольбер и одним из двадцати самых кассовых картин того года. Однако она не доверяла относительно новому процессу техниколор и боялась, что она не получится хорошо в цвете, предпочитая после этого сниматься в чёрно-белом кино.
В это время она начала появляться в популярной радиопрограмме «Lux Radio Theater», снявшись в 22 эпизодах между 1935 и 1954 годами. Она появилась в другой радиопрограмме «Театр экранной гильдии», снявшись в 13 эпизодах между 1939 и 1952 годами.
В 1940 году Кольбер отказалась от семилетнего контракта с Paramount, по которому она получала бы 200 000 долларов в год, после того как узнала, что она может получить гонорар в размере 150 000 долларов за фильм в качестве независимого художника. Со своим менеджером Кольбер смогла получить роли в престижных фильмах, и этот период ознаменовал пик её гонораров. "Шумный город, выпущенный в августе 1940 года, был самой кассовой картиной того года в Соединенных Штатах. Однако Кольбер однажды сказала, что «Воскресни, моя любовь» (1940) был её любимым из всех её фильмов. Фильм получил премию «Оскар» за лучший литературный первоисточник.
Во время съемок фильма «Сквозь горе, тоску и утраты» (1943) произошёл раскол между Кольбер и партнёршей по фильму Полетт Годдар, которая предпочла другую партнёршу, Веронику Лейк, а не Кольбер. Годдард прокомментировала, что Кольбер «перевернулась» и «была на [моих] глазах постоянно», и сказала, что они продолжали вражду на протяжении всех съёмок. Кольбер поддерживала особо высокие стандарты профессионализма и качества во время съёмок.
Впечатленный ролью Колберт в «Сквозь горе, тоску и утраты» Дэвид Селзник подошёл к ней, чтобы она сыграла главную роль в «С тех пор как вы ушли» (1944). Изначально она не хотела появляться в образе матери детей-подростков, но Селзник в конце концов преодолел её чувствительность. Выпущенный в июне 1944 года, фильм собрал в прокате США почти 5 миллионов долларов и стал третьим по кассовым сборам фильмом того года. Критик Джеймс Эйджи похвалил некоторые аспекты фильма, но особенно работу Кольбер. Отчасти в результате этого она получила номинацию на премию «Оскар» за лучшую женскую роль.

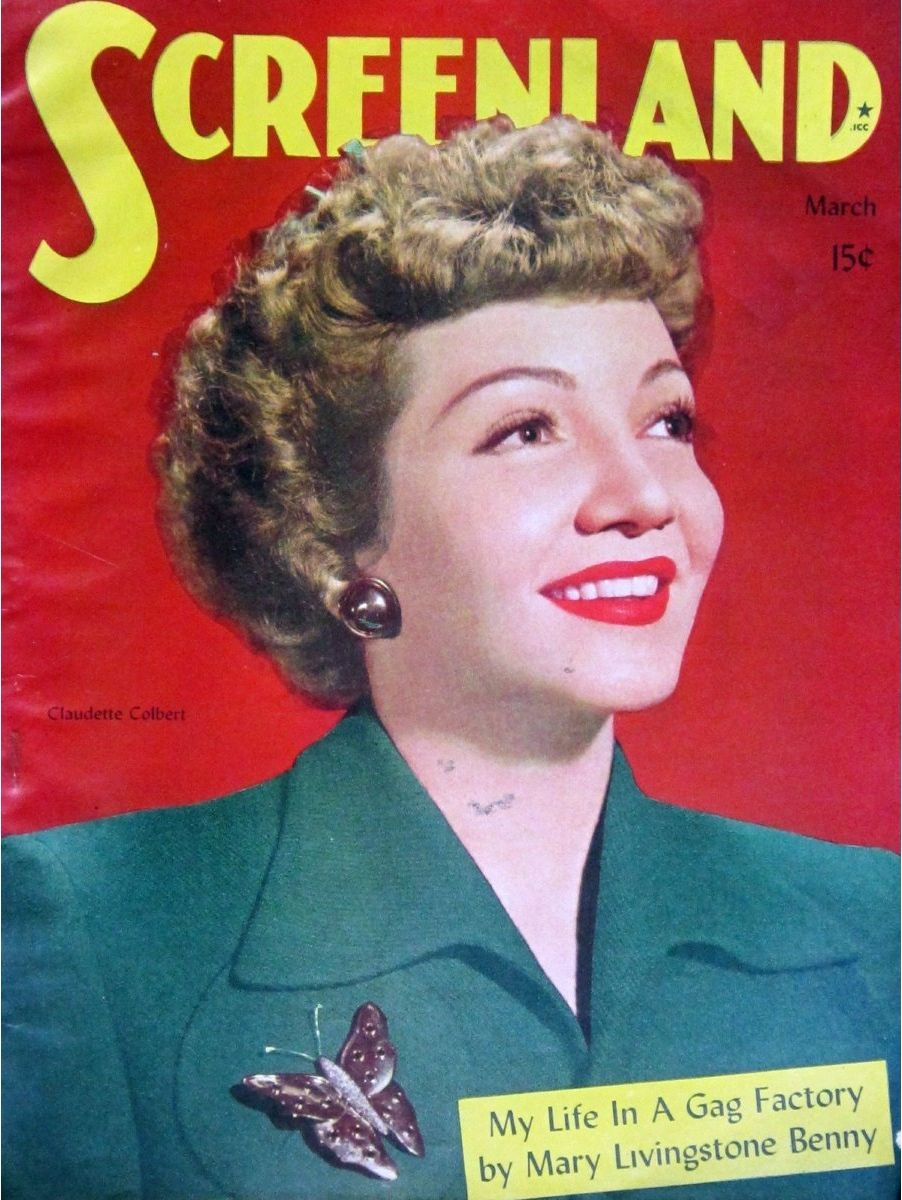
Кольбер на обложке «Screenland» перед выходом фильма «Приходящая жена» (1945).

### Послевоенная карьера, 1945—1965
В 1945 году Кольбер прекратила сотрудничество с Paramount Studios и продолжила работать фрилансером в таких фильмах, как «Приходящая жена» (1945) с Доном Амичи. Она снялась с Джоном Уэйном в фильме RKO «Без оговорок» (1946), который собрал 3 миллиона долларов в США. Во время работы над «Без оговорок» режиссёр Мервин Лерой описал Кольбер как женщину, с которой интересно работать, вспомнив её привычку не смотреть, куда она идет, и постоянно натыкаться на вещи. Хвалили за её чувство стиля и понимание моды. Кольбер на протяжении всей своей карьеры следила за тем, чтобы она была безупречно ухоженной и одетой. Для мелодрамы «Завтра навсегда» (1946) был нанят Жан Луи, чтобы создать для неё 18 смен гардероба. «Завтра навсегда» и «Тайное сердце» (также 1946) имели значительный коммерческий успех, а общая популярность Кольбер в 1947 году привела к тому, что она заняла 9-е место в опросе Куигли «Десять самых прибыльных звёзд».
Она добилась большого успеха вместе с Фредом Макмюрреем в комедии «Неудачник и я» (1947). Этот фильм был третьим кассовым фильмом того года в Соединённых Штатах, а позже был признан 12-м по прибыльности американским фильмом 1940-х годов. Фильм с саспенсом «Спи, моя любовь» (1948) с Робертом Каммингсом имел скромный коммерческий успех. К 1949 году она всё ещё занимала 22-е место по кассовым сборам.
Романтическая комедия «Невеста на продажу» (1949), в которой Кольбер сыграла часть любовного треугольника, в который входили Джордж Брент и Роберт Янг, была тепло принята. Её роль в фильме о войне на Тихом океане «Трое пришли домой» (1950) также получила высокую оценку критиков. Однако детективная мелодрама «Тайная ярость» (1950), распространяемая RKO Studios, получила неоднозначные отзывы. В этот период Кольбер не могла работать после 17:00 каждый день по приказу врача. Хотя Кольбер все ещё выглядела молодой женщиной, ей было трудно перейти к игре более зрелых персонажей, когда она вступила в средний возраст. Кольбер однажды сказала: «Я очень хорошая комедийная актриса, но я всегда боролась с этим имиджем».
В 1949 году Кольбер был выбран на роль Марго Ченнинг в «Всё о Еве», потому что продюсер Джозеф Лео Манкевич считал, что она лучше всего представляет стиль, который он придумал для этой роли. Однако Кольбер сильно повредила спину, из-за чего она отказалась от картины незадолго до начала съемок. Вместо этого была выбрана Бетт Дейвис, номинированная на «Оскар» за её исполнение. Позже Кольбер сказала: «Мне просто никогда не везло играть сук».

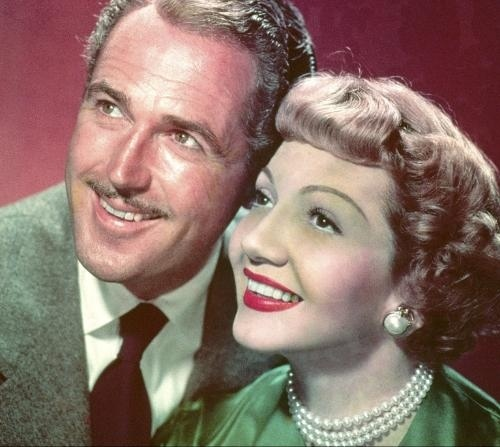
Патрик Ноулз и Клодетт Кольбер в фильме «Трое вернулись домой», 1950 год.

По налоговым причинам Кольбер уехала в Европу, снявшись в меньшем количестве фильмов в начале 1950-х годов. Она появилась в «Тайнах Версаля» (1954), единственном фильме, где у неё был французский режиссёр (Саша Гитри), хотя у неё там была второстепенная роль. Этот фильм был показан в США в 1957 году.
В 1954 году Кольбер отказалась от сделки на миллион долларов с NBC-TV, но заключила договор с CBS-TV, чтобы сняться в нескольких телеспектаклях. После успешного появления в телевизионной версии «Королевской семьи» она начала сниматься в телефильмах.
В 1954—1960 гг. она снялась в телеадаптации «Блаженного духа» в 1956 году и «Колоколов Святой Марии» в 1959 году. Она также сыграла главную роль в фильмах «Роберт Монтгомери представляет» и «Playhouse 90».
В 1956 году Кольбер была ведущей 28-й церемонии вручения премии «Оскар».
В 1957 году она получила роль Люси Брэдфорд, жены школьного учителя Джима Брэдфорда (Джефф Морроу) в эпизоде «Кровь в пыли» в сериале «Dick Powell’s Zane Grey Theatre». По сюжету Джим не отступает, когда бандит приказывает ему покинуть город, и Люси особенно расстроена, потому что Джим не стрелял из оружия с тех пор, как участвовал в гражданской войне. В эпизоде «Так юна дикая земля» 1960 года Кольбер сыграла Бет Брейден, которая разочаровывается в своем супруге-владельце ранчо, Джиме Брейдене (Джон Денер), потому что он начал применять насилие для защиты своей собственности.

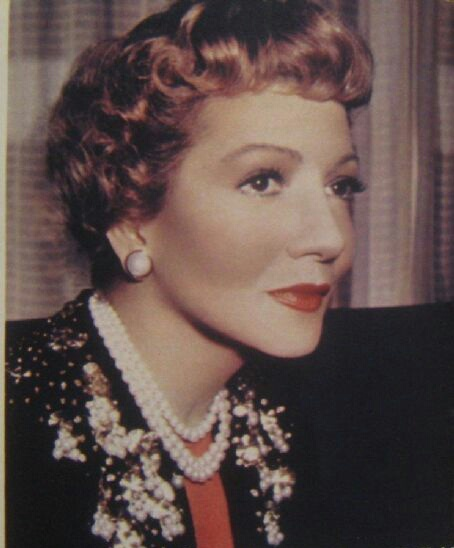
Кольбер во время телепроизводства в 1959 году.

В 1958 году она вернулась на Бродвей в фильме «Продолжающийся брак», за который она была номинирована на премию «Тони» за лучшую женскую роль.
Она ненадолго вернулась на экран с Троем Донахью в фильме «Пэрриш» (1961). Этот фильм стал её последним появлением на большом экране, и она сыграла второстепенную роль матери. Фильм имел кассовый успех, но Кольбер не привлекла особого внимания прессы, и она посоветовала своему агенту воздержаться от любых дальнейших попыток вызвать интерес к ней как к киноактрисе.

### Поздняя карьера, 1962—1987
Кольбер время от времени появлялась на Бродвее в фильмах «Неправильный глагол любви» (1963), «Зимородок» (1978), в которых она играла вместе с Рексом Харрисоном. Кольбер однажды сказал интервьюеру: «Зрители всегда выглядят так, как будто они рады меня видеть, и я чертовски рада их видеть».
Кольбер сыграла роль второго плана в телевизионном мини-сериале «Две миссис Гренвилль» (1987), имевшем рейтинговый успех. Она выиграла «Золотой глобус» и была номинирована на премию «Эмми».
Современные критики отмечают, что Кольбер обладала сочетанием уникальных физических качеств (круглое лицо в форме яблока, большие глаза, вьющиеся волосы, стройное тело), элегантным голосом, аристократическими манерами, расслабленной игрой, шутливой живостью, интеллигентным стилем, комедийным ритмом и соблазнительным женским очарованием, это отличает её от других эксцентричных комедийных актрис 1930-х годов. В своих комедийных фильмах она неизменно играла проницательных и самостоятельных женщин, но, в отличие от многих её современниц, Кольбер редко занималась физической комедией. Её героинями были скорее наблюдатели и комментаторы.

## Личная жизнь
В 1928 году Колберт вышла замуж за Нормана Фостера, актёра и режиссёра, с которым она снялась вместе в бродвейском шоу «Баркер» и в фильме «Молодой человек из Манхэттена» (1930), за который он получил отрицательные отзывы как за одну из его самых слабых главных ролей. Их брак долгие годы оставался тайной, пока они жили в разных домах.

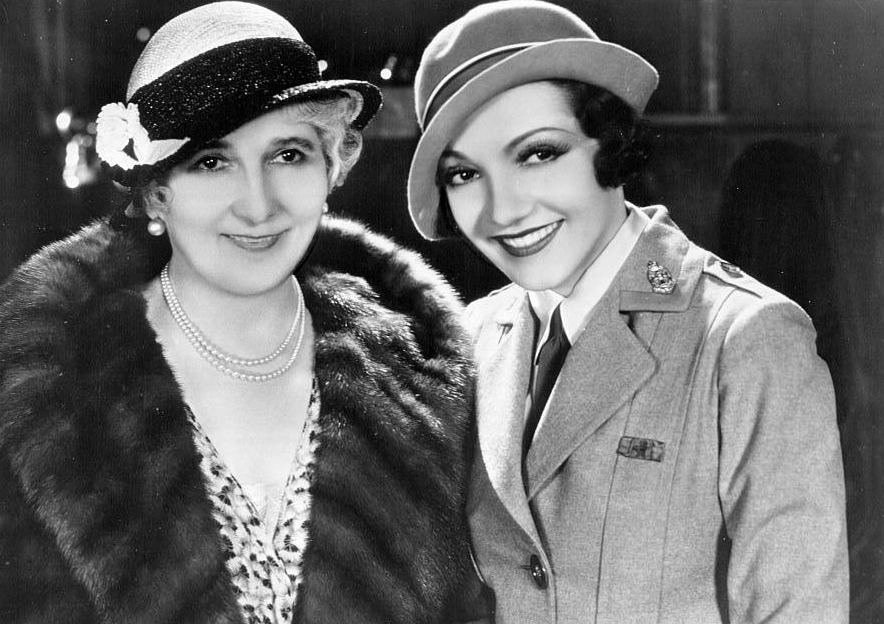
Кольбер и её мать Жанна в 1936 году.

В Лос-Анджелесе Кольбер делила дом со своей матерью Жанной Шошуан, но её властная мать не любила Фостера и, по общему мнению, не пускала его в дом. Кольбер и Фостер развелись в 1935 году в Мексике.
В канун Рождества 1935 года в Юме (Аризона) Кольбер вышла замуж за доктора Джоэла Прессмана, который в конечном итоге стал профессором и руководителем отделения хирургии головы и шеи в Медицинской школе UCLA. Она подарила Прессману одномоторный самолёт Beechcraft. Они купили ранчо в Северной Калифорнии, где Кольбер любила кататься на лошадях, её муж держал родео. В то время Кольбер водила Lincoln Continental и Ford Thunderbird. Брак продлился 33 года до смерти Прессмана от рака печени в 1968 году.
Жанна Шошуан завидовала дочери и предпочла компанию сына, сделав брата Кольбер Чарльза агентом своей сестры. Чарльз использовал фамилию Вендлинг, которая была заимствована у бабушки Жанны по отцовской линии, Роуз Вендлинг. Некоторое время он был бизнес-менеджером Кольбер, ему приписывали заключение некоторых из её наиболее прибыльных контрактов в конце 1930-х — начале 1940-х годов.
Хотя Кольбер практически ушла из киноиндустрии с середины 1950-х годов, она все ещё была достаточно финансово платежеспособной, чтобы вести высококлассный образ жизни. Несмотря на то, что у неё уже был загородный дом в Палм-Спрингс для отдыха на выходных, она сняла коттедж в Кап-Ферра на юго-востоке Франции. Рекламщик Питер Роджерс сказал: «Клодетт была экстравагантной; я никогда, никогда не видел, чтобы она задавалась вопросом о цене». В 1963 году Кольбер продала свою резиденцию дизайна Ллойда Райта в Холмби-Хиллз (Западный Лос-Анджелес), поэтому Джоэл Прессман арендовал небольшой дом в Беверли-Хиллз.
В 1958 году она встретила Верну Халл, богатого художника и фотографа и падчерицу наследницы Sears Roebuck. Их девятилетняя дружба включала путешествия, интерес к искусству и аренду двух пентхаусов в Нью-Йорке. Когда Кольбер купила дом на Барбадосе в начале 1960-х годов, Халл купила дом по соседству, на фоне слухов, что их дружба была романтической, что Кольбер отрицала. Дружба закончилась после ссоры, которая произошла, когда муж Кольбер лежал при смерти, в которой Халл настаивала, чтобы Прессман не один ушёл из жизни, чтоб Кольбер не умерла в одиночестве. Профессор Прессман умер от болезни без происшествий 26 февраля 1968 года.
Кольбер поддерживала республиканцев на протяжении всей своей жизни.

## Поздние годы и смерть
В течение многих лет Кольбер делила свое время между своей квартирой на Манхэттене и своим загородным домом в Спайтстауне, Барбадос. Последний, купленный у британского джентльмена по прозвищу «Беллерив», был единственным на острове домом-плантацией, выходящим на пляж. Однако её постоянным адресом оставался Манхэттен.
Мать Кольбер Жанна умерла в 1970 году, а её брат Чарльз умер в 1971 году. так что её единственной живой родственницей была племянница Коко Льюис, дочь Чарльза.
Кольбер перенесла серию небольших инсультов в течение последних трёх лет своей жизни. Она умерла в 1996 году во втором доме на Барбадосе, где она наняла домработницу и двух поваров. Ей было 92 года. Останки Кольбер были перевезены в Нью-Йорк для кремации и похорон.
Заупокойная месса была проведена в церкви святого Винсента Феррера на Манхэттене. Её прах захоронен на кладбище Godings Bay Church в Спайтстауне, Сент-Питер, Барбадос вместе с её матерью и вторым мужем.
У Кольбер никогда не было детей. Она оставила большую часть своего состояния, оцениваемого в 3,5 миллиона долларов, включая квартиру на Манхэттене и Беллерив, давней подруге Хелен О’Хаган, бывшему директору по корпоративным отношениям в Saks Fifth Avenue. Кольбер познакомилась с О’Хаган в 1961 году на съемках её последнего фильма «Пэрриш», они стали лучшими друзьями примерно в 1970 году.
После смерти Прессмана Кольбер поручила своим друзьям относиться к О’Хаган так же, как они относились к Прессману, «как к её супругу». Хотя О’Хаган чувствовала себя финансово комфортно без щедрого завещания, Беллерив был продан за 2 миллиона долларов Дэвиду Геффену. Остальные активы Кольберт были распределены между тремя наследниками: 150 000 долларов её племяннице Коко Льюис; доверительный фонд памяти Прессмана на сумму более 100 000 долларов США; и 75 000 долларов Марии Корбин, барбадосской домработнице Кольбер.

## Избранная фильмография
| Год  |   | Русское название            | Оригинальное название       | Роль                             |
| ---- | - | --------------------------- | --------------------------- | -------------------------------- |
| 1927 | ф | Ради любви Майка            | For the Love of Mike        | Мэри                             |
| 1929 | ф | Леди лжёт                   | The Lady Lies               | Джойс Роумер                     |
| 1931 | ф | Любовь и честь              | Honor Among Lovers          | Джулия Трейнор                   |
| 1931 | ф | Улыбающийся лейтенант       | The Smiling Lieutenant      | Франзи                           |
| 1932 | ф | Знак креста                 | The Sign of the Cross       | императрица Поппея               |
| 1933 | ф | Сентиментальная певица      | Torch Singer                | Салли Трент / Мими Бентон        |
| 1934 | ф | Четверо напуганных          | Four Frightened People      | Джуди Джонс                      |
| 1934 | ф | Это случилось однажды ночью | It Happened One Night       | Элли Эндрюс                      |
| 1934 | ф | Клеопатра                   | Cleopatra                   | Клеопатра                        |
| 1934 | ф | Имитация жизни              | Imitation of Life           | Беатрис Пуллман                  |
| 1935 | ф | Частные миры                | Private Worlds              | доктор Джейн Эверест             |
| 1935 | ф | Она вышла замуж за босса    | She Married Her Boss        | Джулия Скотт                     |
| 1938 | ф | Восьмая жена Синей Бороды   | Bluebeard’s Eighth Wife     | Николь де Луазель                |
| 1939 | ф | Заза                        | Zaza                        | Заза                             |
| 1939 | ф | Этот замечательный мир      | It’s a Wonderful World      | Эдвина Корде                     |
| 1939 | ф | Барабаны долины Мохок       | Drums Along the Mohawk      | Лана Мартин                      |
| 1939 | ф | Полночь                     | Midnight                    | Ив Пибоди                        |
| 1940 | ф | Шумный город                | Boom Town                   | Бетси Бартлетт                   |
| 1940 | ф | Воскресни, любовь моя       | Arise, My Love              | Огаста Нэш                       |
| 1942 | ф | Приключения в Палм-Бич      | The Palm Beach Story        | Джеральдина Джефферс             |
| 1943 | ф | Сквозь горе, тоску и утраты | So Proudly We Hail!         | лейтенант Дженет «Дэви» Дэвидсон |
| 1944 | ф | С тех пор как вы ушли       | Since You Went Away         | Энн Хилтон                       |
| 1945 | ф | Приходящая жена             | Guest Wife                  | Мэри Прайс                       |
| 1946 | ф | Тайное сердце               | The Secret Heart            | Ли Аддамс                        |
| 1947 | ф | Неудачник и я               | The Egg and I               | Бетти Макдональд                 |
| 1948 | ф | Спи, моя любовь             | Sleep, My Love              | Элисон Кортленд                  |
| 1949 | ф | Невеста на продажу          | Bride for Sale              | Нора Шелли                       |
| 1950 | ф | Тайная ярость               | The Secret Fury             | Эллен Ар Юинг                    |
| 1951 | ф | Гром на холме               | Thunder on the Hill         | сестра Мэри Бонавентура          |
| 1951 | ф | Давай сделаем это легально  | Let’s Make It Legal         | Мириам Холсуорт                  |
| 1952 | ф | Жена плантатора             | The Planter’s Wife          | Лиз Фрейзер                      |
| 1954 | ф | Судьбы                      | Destinées                   | Элизабет Уайтфилд                |
| 1954 | ф | Тайны Версаля               | Si Versailles m'était conté | мадам де Монтеспан               |
| 1961 | ф | Пэрриш                      | Parrish                     | Эллен Маклин                     |
| 1987 | с | Две миссис Гренвилль        | The Two Mrs. Grenvilles     | Элис Гренвилль                   |

## Награды и номинации
| Награда        | Год  | Категория                                                                    | Название работы             | Результат |
| -------------- | ---- | ---------------------------------------------------------------------------- | --------------------------- | --------- |
| Оскар          | 1935 | Лучшая женская роль                                                          | Это случилось однажды ночью | Победа    |
| Оскар          | 1936 | Лучшая женская роль                                                          | Частные миры                | Номинация |
| Оскар          | 1945 | Лучшая женская роль                                                          | С тех пор как вы ушли       | Номинация |
| Золотой глобус | 1988 | Лучшая женская роль второго плана в мини-сериале, телесериале или телефильме | Две миссис Гренвилль        | Победа    |
| Эмми           | 1987 | Лучшая женская роль второго плана в мини-сериале или телефильме              | Две миссис Гренвилль        | Номинация |